# Канон Ллойда-Моргана
Канон Ллойда Моргана, известный также как «правило экономии», является одним из важнейших принципов зоопсихологии. Он гласит:

…то или иное действие ни в коем случае нельзя интерпретировать как результат проявления какой-либо высшей психической функции, если его можно объяснить на основе наличия у животного способности, занимающей более низкую ступень на психологической шкале Оригинальный текст (англ.)In no case is an animal activity to be interpreted in terms of higher psychological processes, if it can be fairly interpreted in terms of processes which stand lower in the scale of psychological evolution and development.